# Dolichopeza fokiensis
Dolichopeza fokiensis är en tvåvingeart som beskrevs av Alexander 1938. Dolichopeza fokiensis ingår i släktet Dolichopeza och familjen storharkrankar. Inga underarter finns listade i Catalogue of Life.